# Teatrálnost
Teatrálnost je dvacátá epizoda amerického televizního seriálu Glee. Epizodu napsal a režíroval Ryan Murphy a měla premiéru 25. května 2010 na televizním kanálu Fox. V této epizodě má členka klubu, Tina Cohen-Chang (Jenna Ushkowitz) krizi identity. Členky klubu a Kurt se rozhodnou složit poctu Lady Gaga, když v kostýmech inspirovanými právě jí zpívají její písničky. Mužští členové sboru nejsou Gagou příliš nadšení a tak vystupují v převleku za Kiss a zpívají jejich písničku. Rachel zjistí, že její biologickou matkou je Shelby (Idina Menzel), vedoucí konkurenčního sboru Vocal Adrenaline. Finn (Cory Monteith) a jeho matka se stěhují ke Kurtovi a jeho otci a brzy po přistěhování se strhne mezi Finnem a Kurtem hádka. V epizodě zazní pět cover verzí písní, všechny byly vydány jako singly a jsou k dostání k digitálnímu stažení. Tři písně z epizody se nachází také na soundtracku s názvem Glee: The Music, Volume 3 Showstoppers.
Na "Teatrálnost" se v den vysílání dívalo 11,5 milionů amerických diváků a získala pozitivní až smíšené recenze od kritiků. Tim Stack z Entertainment Weekly epizodu označil jako jednu z nejoblíbenějších z celé série, a Terri Schwartz z MTV a Lisa Respers France z BBC ohodnotili tuto epizodu pozitivně ve srovnání s epizodou Síla Madonny, která byla poctou pro Madonnu. Hraní O'Malleyho a scény mezi Kurtem a Finnem přitahovali kritiky, i když Jarett Wieselman z New York Post řekl, že jsou v poslední době mezi Kurtem a Finnem časté podobné scény a že to snižuje jejich intenzitu. Redaktor z Buddy TV, Henrik Batallones a redaktorka z Broadway World, Mary Hanrahan zdůraznili, že jsou přecházející problémy s příběhem Rachel a Hanrahan and Kevin Coll z Fused Film zkritizovali použití písně „Poker Face" jako duet matky a dcery.

## Děj
Epizoda začíná, když ředitel Figgins (Iqbal Theba) říká Tině, že se už nemůže oblékat jako goth a je polekaný záplavou pseudo-vampirismu na škole inspirovaného Twilight ságou. Na chvíli si sice změní styl oblékání, ale moc jí nevyhovuje a proto vyhrožuje Figginsovi (který věří na upíry), že pokud ji nedovolí oblékat se jako goth, tak že mu její zlý asijský upíří otec pokousá obličej.
Když Rachel zjistí, že konkurenční sbor Vocal Adrenaline plánuje vystoupení na regionální soutěži sborů s číslem od Lady Gaga, Will (Matthew Morrison) stanoví sboru úkol na téma Gaga. Dívky a Kurt jsou nadšeni, vyrobí si kostýmy inspirované Lady Gaga a vystupují s písní „Bad Romance". Zbytek sboru se převleče jako Kiss a zpívá „Shout It Out Loud". Puck (Mark Salling) navrhuje Quinn (Dianna Agron), aby se jejich dcera jmenovala Jackie Daniels. Poté, ve snaze, aby Quinn ukázal, že by skutečně mohl být otcem, navrhuje jejich dceři jméno Beth. Quinn souhlasí, že může být přítomen u porodu.
Když špehuje u zkoušek Vocal Adrenaline, tak Rachel zjistí, že jejich vedoucí Shelby Corcoran je její biologická matka. Představí se Shelby a ta jí vytváří lepší Lady Gaga kostým pro její vystoupení. Will se setkává se Shelby a řekne jí, že se obává, že tolik Shelby neinvestuje do vztahu s Rachel tolik, co Shelby přizná, že už nemůže mít děti, ale přeje si radši své malé dítě zpět, než téměř dospělou Rachel, která se již osamostatnila. Řekne Rachel, že místo toho, aby se k sobě chovaly jako matka s dcerou by bylo lepší, kdyby byli „vděční za tuto chvíli.. někde z dálky.. na chvíli.“ Rachel ji obejme a na rozloučenou si spolu zazpívají duet- akustickou verzi písničky „Poker Face".
Kurtův otec Burt (Mike O'Malley) pozve Finna a jeho matku Carole (Romy Rosemont), aby se k nim přestěhovali. Finn se cítí trapně, když sdílí pokoj s Kurtem, který je do něj zamilovaný a během jejich hádky ho Finn nazve „teploušem“, poté co úplně ztratí nervy. Kurtův otec hádku uslyší a hodně se na Finna rozzlobí za to, že to řekl, i kdyby to mělo ohrozit jeho vztah s Carole. Kurt je šikanován ve škole fotbalisty Karofskym (Max Adler) a Azimiem (James Earl) za svůj Gaga kostým. Na konci epizody si Finn vytvoří svůj vlastní kostým ze sprchového závěsu a když řekne, že jim nedovolí ublížit Kurtovi, stojí mu za zády celý sbor.

## Seznam písní
- „Funny Girl"
- „Bad Romance"
- „Shout It Out Loud"
- „Beth"
- „Poker Face"

## Hrají
| Dianna Agron     | Quinn Fabray          |
| Chris Colfer     | Kurt Hummel           |
| Jessalyn Gilsig  | Terri Schuester       |
| Jane Lynch       | Sue Sylvester         |
| Jayma Mays       | Emma Pillsburry       |
| Kevin McHale     | Artie Abrams          |
| Lea Michele      | Rachel Berry          |
| Cory Monteith    | Finn Hudson           |
| Matthew Morrison | William Schuester     |
| Amber Riley      | Mercedes Jones        |
| Naya Rivera      | Santana Lopez         |
| Mark Salling     | Noah „Puck“ Puckerman |
| Jenna Ushkowitz  | Tina Cohen-Chang      |

## Natáčení

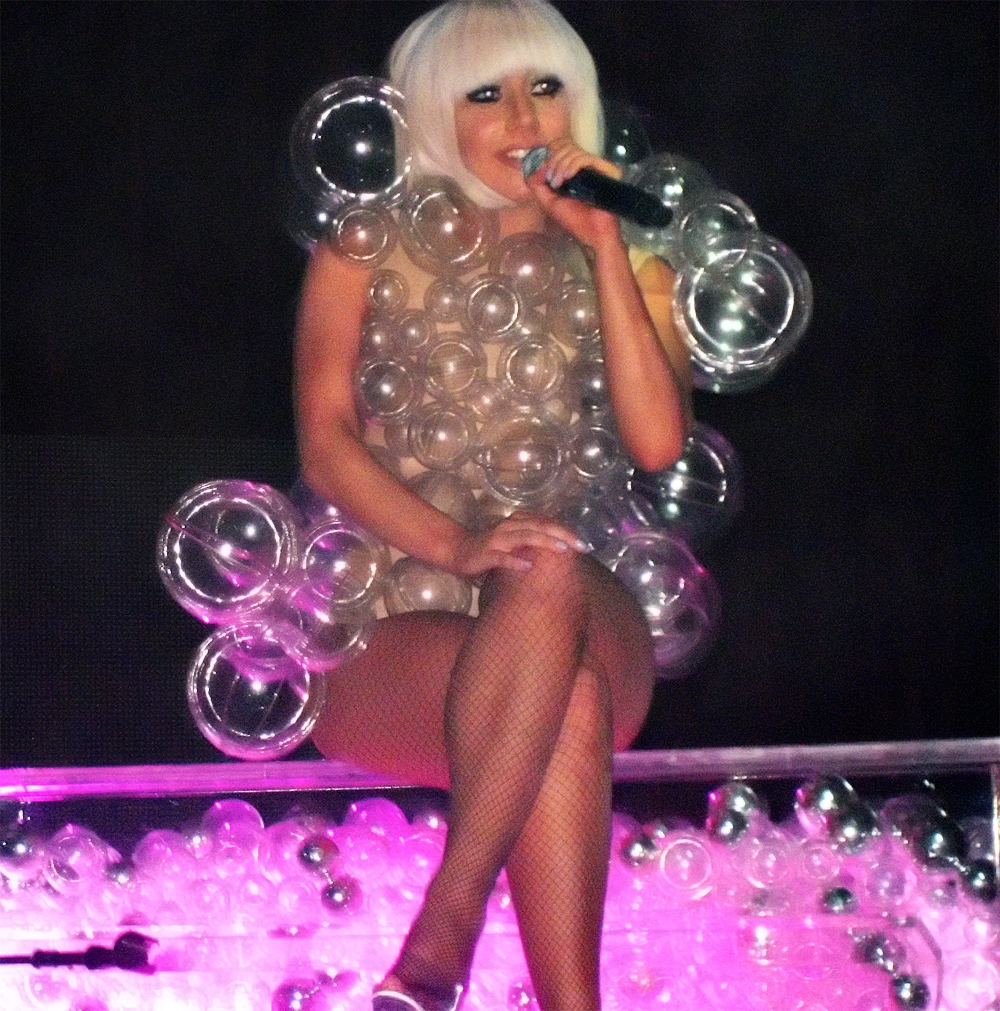
Tinin kostým v této epizodě je inspirován bublinovými šaty Lady Gaga.

Epizoda se původně měla vysílat 1. června 2010, ale nakonec byla přesunuta, aby uvolnila místo k vysílání následující epizody „Funk“. Impulz k poctě Lady Gaga začíná Tininým konfliktem, na což její představitelka, Jenna Ushkowitz reagovala: „Tina pomalu vychází ze své skořápky“. Lady Gaga zapůjčila Glee nejen práva k jejím písním, ale také dovolila, aby kostymérky mohly pro herce vytvořit kostýmy podobné těm jejím. Tvůrce seriálu a režisér epizody Ryan Murphy řekl, že díky propracování scény a kostýmů se videoklip k písničce „Bad Romance" stal zatím nejdražším v historii seriálu. Natáčení tohoto hudebního čísla trvalo celkem šest hodin a Murphy ho popsal jako „velké, atletické a tvrdé“; Lea Michele si během natáčení této scény poranila koleno. Lady Gaga, netrpělivá, jak budou její písně v podání Glee znít, před vydáním této epizody prohlásila v Entertainment Weekly: „Miluji Glee. Miluji herce a kreativitu tvůrců. Ve škole jsem chodila do hudebního divadla a snila jsem, že jednoho dne budou studenti zpívat moje písničky. Nemůžu se dočkat na „Bad Romance" a „Poker Face" ve stylu Glee!“
Kostýmní výtvarnice Glee, Lou Eyrich považuje tuto epizodu na „geniální“ a vysvětlila, že kostýmy postav nejsou přesnými replikami kostýmů Gagy, aby získaly dojem, že jsou v nich postavy stále samy sebou. Rachel v epizodě má dvoje šaty, první složené celé z plyšových hraček, inspirované šaty Gagy Kermit the Frog a druhé založené na jejích stříbrných skleněných trojúhelníkových šatech. Murphy přidělil Tině bublinové šaty inspirované Hussein Chalayan, do kterých Eyrich vložila vestu, aby bylo snazší si je oblékat a svlékat. Kurtův kostým je inspirován outfitem od Alexandra McQueena, který měla Gaga ve videoklipu "Bad Romance“. Quinn má šaty „oběžná dráha“ od Armaniho, které si Gaga oblékla na 52. ročník udílení cen Grammy. Nejkomplikovanějším kostýmem byl humrový klobouk od Philipa Treacy, který má v epizodě Brittany (Heather Morris), a aby s ním mohla tancovat v „Bad Romance", musela Eyrich ke klobouku připevnit speciální plátno a klobouk zajistit. K vyjádření solidarity s Kurtem má na sobě na konci epizody Finn šaty o délce vinylové podlahy, založené na latexových šatech od Atsuka Kuda, které měla Gaga při setkání s královnou Alžbětou II. Mercedes má třpytivý oblek a fialovou paruku a Santana má krajkovou kombinézu od Jeffreyho Bryanta a klobouk s černými růžemi Charlie Le Mindu s krajkou přetaženou přes obličej.
V epizodě zazní také akustická verze písničky "Poker Face", kterou zpívají Rachel a její matka Shelby. Menzel vysvětlila, že sexuální význam písničky se v epizodě neobjeví a že píseň v epizodě působí jako „vlastně velmi jednoduchá a pravdivá“. Mužští členové sboru kromě Kurta zpívají „Beth“ a „Shout It Out Loud" od Kiss, zatímco Shelby ještě zpívá píseň „Funny Girl" ze stejnojmenného filmu. Píseň „Speechless" se objevila v epizodě jako pozadí, když si Finn stírá makeup z vystoupení inspirovaném Kiss, zatímco Kurt si upravuje kostým. Všechny písně, které v epizodě zazněly, jsou k dispozici k digitálnímu stažení. Skladby „Poker Face" a „Beth" jsou obsaženy v deluxe verzi alba Glee: The Music, Volume 3 Showstoppers, zatímco „Bad Romance" je zahrnuta na deluxe i standardní verzi alba.
Hostující herec v seriálu, Mike O'Malley se objeví v epizodě jako Kurtův otec ve scéně s Kurtem a Finnem a představitel Kurta, Chris Colfer popsal tuto scénu jako nejvíce emocionální scénu celé série a dodal: „Když jsem to četl na papíře, vůbec jsem nevěděl, že to bude tak intenzivní. Když jsem se do toho konečně dostal tak jsem si uvědomil, že je za tím je mnohem větší význam a je to velmi dramatické“. Colfer nazval epizodu jako svou nejoblíbenější z celé série. Mezi další vedlejší role, které se v epizodě objeví, patří členové sboru Santana Lopez (Naya Rivera), Brittany Pierce (Heather Morris), Mike Chang (Harry Shum mladší) a Matt Rutherford (Dijon Talton), školní reportér Jacob Ben Israel (Josh Sussman), školní fotbalisté a tyrani Karofsky a Azimio, ředitel Figgins, trenérka Vocal Adrenaline, Shelby Corcoran a Finnova matka Carole Hudson.

## Sledovanost
V den vysílání sledovalo epizodu 11,5 milionů amerických diváků. Ve Velké Británii sledovalo tuto epizodu 862 000 diváků, nejméně diváků za celou sérii. V Kanadě epizodu sledovalo 1, 91 milionu a stala se jedenáctým nejsledovanějším pořadem týdne v Kanadě. V Austrálii epizodu sledovalo 1,41 milionu diváků.